# Skårupgård (Tolne Sogn)
 For alternative betydninger, se Skårupgård. (Se også artikler, som begynder med Skårupgård)
Skårupgård er en herregård, beliggende i den Tolne Sogn, Horns Herred, Hjørring Amt
Skårupgård omtales muligvis i 1419 i formen Skordorp som tilhørende Hr. Niels Ovesen Panter (døde før 1419) til Asdal, Kærsgård og Knivholt og hans hustru Johanne Andersdatter Stenbrikke, men blev på skiftet efter dem i 1419 udlagt til rigshofmesteren Hr. Anders Jacobsen (Jepsen) Lunge til Gunderslevholm, der havde været gift med deres datter Fru. Ingeborg Nielsdatter Panter (døde 1391), i 1546 skødede Poul Vinter Skårupgård til sine søstersønner, Christian Christensen i Skårup og Jens Christensen til Egås. I 1568 nævnes Christopher Pedersen i Skårup. I 1579 fik Fru. Karine Krabbe (Krabbe af Østergård) (døde 1586), enke efter Niels Skeel til Nygård(Brusk Herred)(døde 1561), og Otte Banner til Asdal(døde 1585) på hans hustru Ingeborg Skeel (døde 1604) til Voergårds vegne af kronen tilladelse til at forhandle sig til bondeskylden i en selvejergård i Skårup, formentlig identisk med den i 1546 omtalte gård. 
I første halvdel af 1600 tallet kom Skårupgård i underadmiral Jørgen Orning til Eget besiddelse, i 1638 skriver han sig til Skårupgård, formentlig har han (eller Fru Ingeborg) udvidet gårdens marker anseligt ved at lægge andre gårdes jord derunder. I 1672 var borggården og ladegården under et og ikke bygget anderledes end en bondegård. Efter Jorgen Ornings død i 1644 arvede enken Lisbet Stensdatter Rodsteen sammen med døtrene Christence Orning (døde tidligst 1653), Kirsten Orning (døde 1718) gift med Niels Harbou til Søgård (døde 1675), Sophie Orning, gift med Mogens Krabbe (Krabbe af Østergård) til Vejbyvad (døde 1676) og Agathe Orning (døde 1684) gift med Wolf Unger til Hæstrup. 
I 1654 skødede Lisbet Rodsteen sammen med døtrene Sophie og Agathe deres part i Skårupgård til sidstnævntes broder Vil Orning, der imidlertid døde senest 1658. Mogens Krabbe samlede derefter en del eller alle arveparter, og hans broder stiftamtmand Hr. Otte Krabbe (Krabbe af Østergård) til Holmegård (døde 1719) fik i 1686 på de umyndige arvingers vegne kongelig bevilling, at Skårupgård herefter måtte være en tiendefri bondegård, hvorefter den i 1687 blev solgt til tidligere foged på Eskær, Rasmus Jørgensen i Dal. 
I 1693 ejedes den af Christen Lauridsen, der solgte gården med noget gods til Otte Arenfeldt til Lerbæk (døde 1720) men hvilken Herregård den herefter var forenet til 1794, da den senere stiftamtmand i Norge Marcus Gjøe Rosenkrantz (døde 1842) solgte Skårupgård med tiende for 4200 rdl. til forvalter på Sæbygård, Bo Johannesen Møller (døde 1842) senere degn i Rubjerg, han videresolgte gården i 1798 for 5500 rdl. til Peder Hansen Milling på Tidemandsholm (døde 1838), fra hvem statskassen i 1824 måtte overtage den på grund af skatterestance og først solgte den i 1835 (skøde 1837) sammen med Tolne Kirke og det såkaldte Bangsbo strøgods for 12.600 rbdl. Sølv til købmand C. Sørensen og prokurator, vicekonsul Ferdinand Christian Rørbye, Frederikshavn (døde 1860), de videresolgte i 1837 gården (uden Kirke med tiender) for 4000 rbdl. Sølv til Poul Møller af Elling, fra hvem den siden kom til sønnen Christian C. Møller.

## Ejere af Skårupgård
- 1419 – Niels Ovesen (Panter)
- 1419 – Anders Jacobsen Lunge
- 1540 ca. Poul Vinter
- 1546 – Chr. Jens Christensen
- 1568 – Christopher Pedersen
- 1600 – Jørgen Orning
- 1658 – Mogens Krabbe
- 1687 – Rasmus Jørgensen
- Christen Lauridsen
- 1693 – Otte Arenfeldt (under Lerbæk)
- 1794 – Boe Johannesen Møller
- 1799 – Peder Hansen Milling
- 1824 – Staten
- 1835 – C. Sørensen og Ferdinand Chr. Rørbye
- 1837 Poul Møller
- Chr. C. Møller
- 1857 Chr. Fr. Ingerslev
- Peter Chr. Wilhelm Frederiksen * 1874 – O.L Bang
- 1961 – N.S Hom
- 1874 Andreas Skriver
- 1874 O.L.Bang
- E.K.Jørgensen
- 1885 F.N.Westengård
- 1894 J.Westengård
- 1913 Hans Claus Chr. Bang
- 1914 Niels Andersen
- 1944 Knud Andersen
- 1961 N.S.Høm [1]
- 1987 – Aage Roune
- 1995 – Henrik Hougaard